# Степанов Сергій Федорович
Сергій Федорович Степанов (вересень 1890, село Докудово Єльнинського повіту Смоленської губернії, тепер Смоленської області, Російська Федерація — серпень 1980, місто Москва, Російська Федерація) — радянський діяч, голова Актюбінського, Північно-Казахстанського і Південно-Казахстанського обласних виконавчих комітетів. Депутат Верховної Ради СРСР 1-го скликання (1937—1938).

## Біографія
Народився в родині тесляра. З травня 1904 по жовтень 1907 року — хлопчик книжкової крамниці Лапіна в місті Смоленську. З листопада 1907 по липень 1909 року — прикажчик книжкової крамниці Ліндштрема в місті Орлі.
У липні 1909 — вересні 1913 року — учень Курського землемірно-таксаторського (лісогосподарського) училища в місті Курську.
З вересня 1913 по травень 1918 року — студент Московського сільськогосподарського інституту. Закінчив інститут без захисту диплому.
У травні — листопаді 1918 року — старший технік-ірригатор Народного комісаріату землеробства РРФСР в Москві. У листопаді 1918 року переїхав до Туркестанської АРСР, де працював техніком із землеробства. З грудня 1918 по серпень 1919 ув'язнений (за більшовицьку пропаганду) у в'язниці Закаспійського уряду в містах Красноводську і Ашхабаді.
У вересні 1919 — травні 1920 року — пропагандист центрального робітничого клубу міста Баку, викладач агрокурсів у Баку.
Член РКП(б) з квітня 1920 року.
З червня 1920 по жовтень 1923 року — заступник народного комісара землеробства Азербайджанської РСР.
У листопаді 1923 — травні 1929 року — відповідальний секретар Фабрично-Заводського районного комітету КП(б) Азербайджану міста Баку.
У червні 1929 — січні 1930 року — заступник народного комісара робітничо-селянської інспекції Азербайджанської РСР.
З лютого 1930 по травень 1932 року — аспірант Всесоюзного науково-дослідного радгоспного інституту в Москві.
З червня 1932 по червень 1933 року — секретар комітету ВКП(б) Центрального аерогідродинамічного інституту імені Жуковського в Москві.
До серпня 1933 року — заступник народного комісара землеробства Казакської АРСР.
У липні 1933 — березні 1934 року — 2-й секретар Актюбінського обласного комітету КП(б) Казахстану.
У квітні 1934 — вересні 1936 року — голова виконавчого комітету Актюбінської обласної Ради.
У серпні 1936 — серпні 1937 року — голова виконавчого комітету Північно-Казахстанської обласної Ради в місті Караганді.
У серпні 1937 — червні 1938 року — голова виконавчого комітету Південно-Казахстанської обласної Ради.
Заарештований 29 червня 1938 року органами НКВС Казахської РСР. Виключений з членів ВКП(б). Засуджений Особливою нарадою при НКВС СРСР 26 жовтня 1940 року за статтями 58-1а, 58-2, 58-7, 58-8, 58-11 КК РРФСР до 8 років виправно-трудових таборів. З червня 1938 по грудень 1946 знаходився під слідством і в ув'язненні, на різних роботах, працював агрономом в Казахській РСР і Устьвимлазі МВС СРСР в Комі АССР.
У січні 1947 — лютому 1948 року — агроном Кусарської ділянки комісії з сортовипробовування в місті Кусари Азербайджанської РСР. З березня 1948 по вересень 1949 року — агроном Кам'янобрідського зернорадгоспу Єгорлицького району Ставропольського краю.
Після відбуття терміну повторно заарештований 3 жовтня 1949 року УМДБ по Ставропольському краю. Особливою нарадою при МДБ СРСР 17 грудня 1949 за статтями 58-2, 58-7, 58-8, 58-11 КК РСФСР засланий на спецпоселення в Красноярський край. З жовтня 1949 по січень 1955 року знаходився під слідством, працював у засланні агрономом Подкашенської машинно-тракторної станції (МТС) Бірілюського району Красноярського краю. Реабілітований визначенням ВКВС СРСР від 15 жовтня 1955 року.
У січні — вересні 1955 року не працював, знаходився на утриманні дружини в Москві. З вересня 1955 року — на пенсії, персональний пенсіонер союзного значення в Москві. Помер у серпні 1980 року.